# حمله خرس

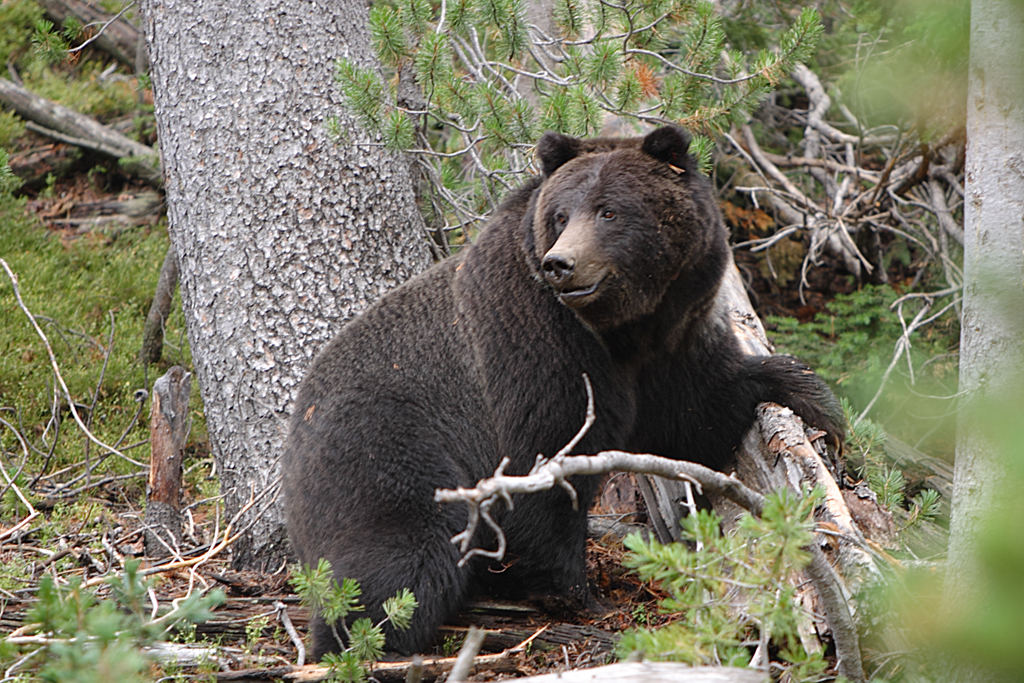
اگر چه حملات خرس نادر است، اما می‌تواند مرگبار باشد.

حمله خرس (انگلیسی: Bear attack) حادثهٔ حملهٔ انواع گونه‌های خرس به جانداران دیگر است هر چند به‌طور معمول، به حملهٔ خرس به انسان یا حیوانات اهلی اشاره دارد. حملات خرس‌ها به ویژه برای کسانی که در زیستگاه خرس هستند نگران‌کننده است. این حملات می‌تواند منجر به کشته‌شدن قربانی گردد. اغلب کوهنوردان، شکارچیان، ماهیگیران و سایر افرادی که در قلمروی خرس حضور پیدا می‌کنند لازم است که احتیاط‌های مرسوم در برابر حملات خرس را مراعات نمایند.
زیست‌شناس برجسته کانادایی، استفان هره‌رو، طبق گزارشی اعلام نموده که در طول دهه ۱۹۹۰، خرس‌ها در ایالات متحده و کانادا باعث کشته‌شدن سالانه ۳ نفر شده‌اند و این در حالی است که، سگ‌ها به تنهایی و سالانه باعث کشته‌شدن ۱۵ نفر می‌شوند.

## نگارخانه

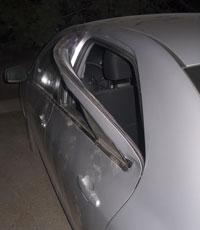
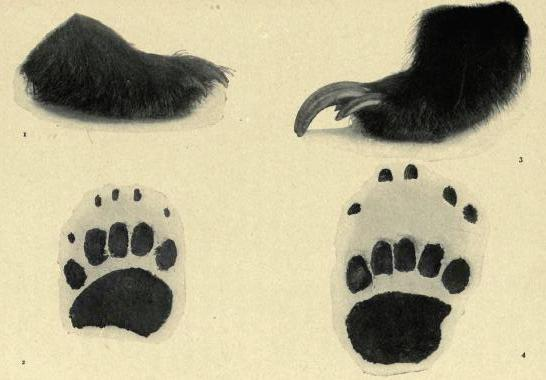
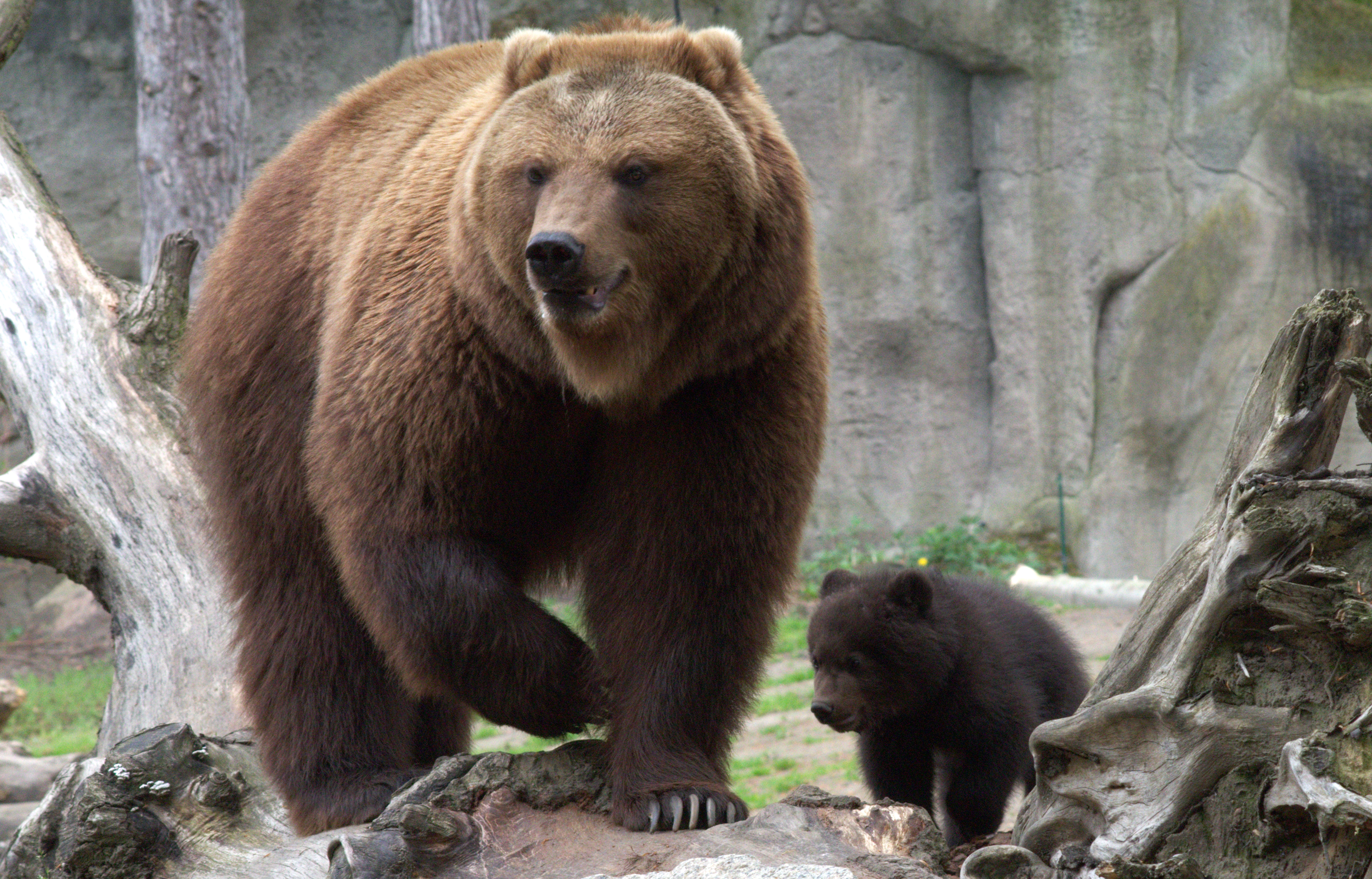
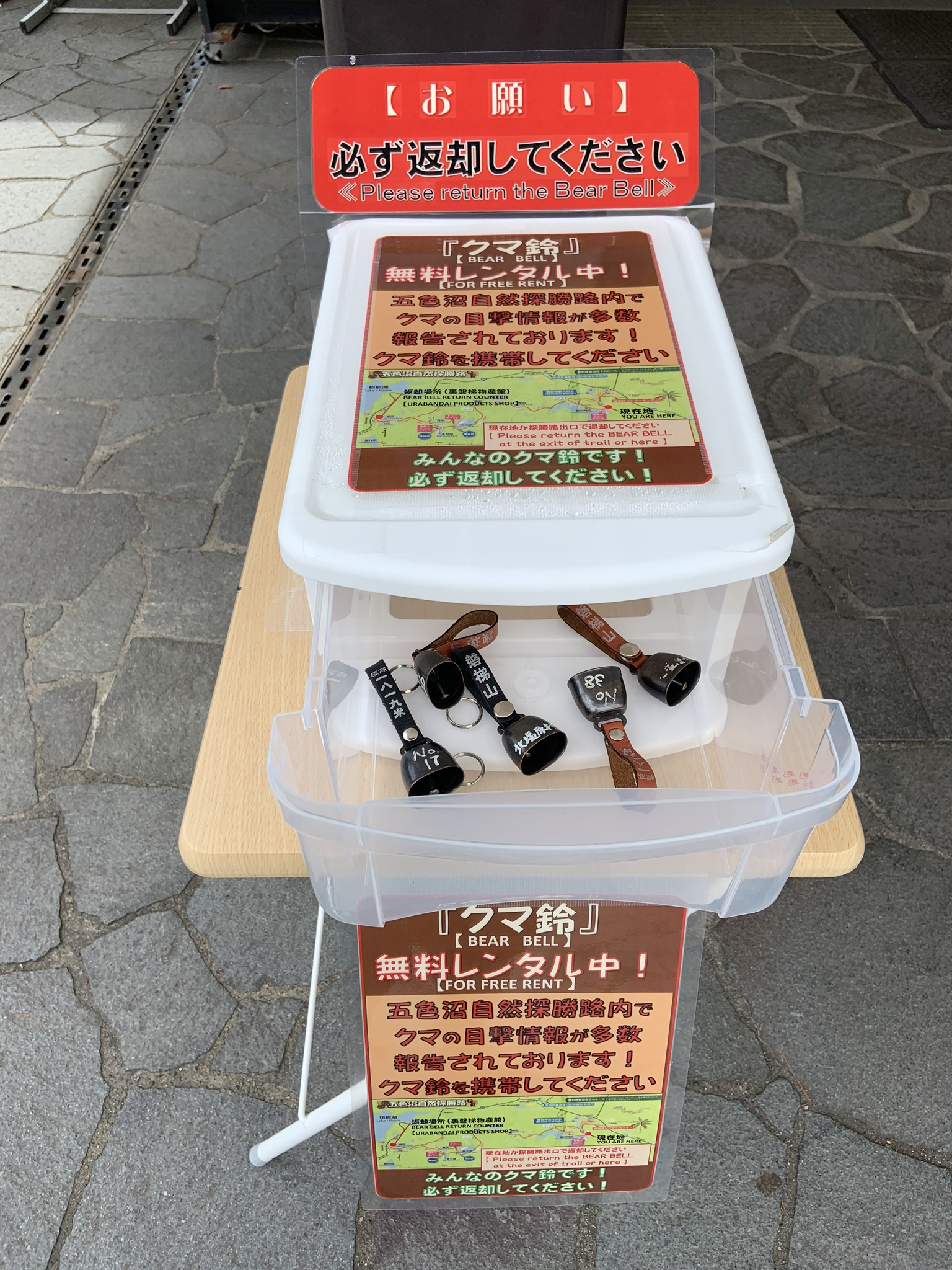